# Tage Henriksen
Tage Henriksen (* 8. April 1925 in Roskilde; † 13. Mai 2016) war ein dänischer Ruderer, der 1948 Olympiasieger im Zweier mit Steuermann wurde.
Bei den ersten Europameisterschaften nach dem Zweiten Weltkrieg 1947 in Luzern siegten im Zweier mit Steuermann die Ungarn Antal Szendey und Béla Zsitnik mit Steuermann Szaniszlo Latinovits vor den Italienern Giovanni Steffè und Aldo Tarlao mit Steuermann Alvino Grio. Finn Pedersen, Tage Henriksen und ihr Steuermann Carl-Ebbe Andersen erhielten die Bronzemedaille. 
Ein Jahr später bei den Olympischen Spielen 1948 in London traten die Ungarn und die Italiener mit einem neuen Steuermann an. Bereits im zweiten Vorlauf trafen die drei Boote aufeinander, die Italiener siegten vor den Dänen und den Ungarn. Nachdem die Dänen und die Ungarn ihren Hoffnungslauf gewonnen hatten, siegten sie auch in ihren Halbfinals, die Italiener gewannen das dritte Halbfinale. Im Finale entwickelte sich dann ein recht eindeutiges Rennen, die Dänen siegten mit fast zwölf Sekunden Vorsprung vor den Italienern, die Ungarn kamen weitere dreizehn Sekunden später ins Ziel.